# Притча
При́тча — короткий рассказ в иносказательной форме, заключающий в себе нравственное поучение (мораль).

## Понятие притчи
Владимир Даль толковал слово «притча» как «поучение в примере».
1. Жанр эпоса: небольшое повествовательное произведение назидательного характера, содержащее религиозное или моральное поучение в иносказательной (аллегорической) форме. Близка к басне, но отличается от неё широтой обобщения, значимостью заключённой в притче идеи. В притче нет обрисовки характеров, указаний на место и время действия, показа явлений в развитии: её цель не изображение событий, а сообщение о них. Притча часто используется с целью прямого наставления, поэтому включает объяснение аллегории. Широкое распространение получили притчи с религиозным содержанием («поучением»), например, «Притчи Соломона», новозаветные притчи о десяти девах, о сеятеле и др.
2. Эпический жанр в литературе XIX—XX веков, в основе которого лежит принцип параболы; характеризуется предельной заострённостью главной мысли, выразительностью и экспрессивностью языка. К жанру притчи обращались Лев Толстой, Франц Кафка, Бертольт Брехт, Альбер Камю и другие[4]

По мнению Василия Великого, термин происходит от корня -течь- (идти) или -ткнуть- (встретиться). В обоих случаях он означает припутное изречение — такое, которое служит указателем пути, руководствует человека на путях жизни, давая ему средства к благополучному течению по этим путям.

## Библейские притчи
В русской Библии словом «притча» переводятся два греческих слова:
- Παροιμία (буквально «припутное») — краткое изречение, выражающее правило жизни, умозрительную истину либо наблюдение за ходом человеческой жизни, таковы многие притчи Соломона.

- Παραβολή — целый рассказ, использующий образы и явления, взятые из повседневной жизни людей, но иносказательно выражающий высшие духовные истины и служащий для того, чтобы облегчить их познание духовно-огрубевшим людям. Такими притчами изобилует Евангелие[5][6].

Отдельные сюжеты, например, об Иове, Аврааме и т. д. тоже можно условно назвать притчами, но в них ещё нет окончательного разделения времени и вечности, принципиально отличающего евангельскую притчу.
Притчи Соломона — "премудрость, «изложенная как житейский совет, обоснованная волей единого Бога, придающий мудрости объективный и непреходящий характер». Их толкование по характеру не идентично евангельскому. Толкования, которые Иисус Христос даёт своим притчам, говорят о вечной, небесной, истинной, духовной жизни, а соломоновы притчи целиком обращены к повседневной бытовой и ритуальной практике человека. Фабула, связующая земное, временное и небесное, вечностное, фабула, говорящая об индивидуальном нравственном выборе и индивидуальной ответственности за этот шаг — вообще отсутствует.
Притчи Иисуса Христа призваны сделать более «осязаемыми» какие-либо истины, идеи христианства. Толкование в ней — это её суть, главная задача фабулы проиллюстрировать толкование. То есть существуют некие элементы сознания, не доступные чувственному человеческому восприятию, ведь и Бога, и Царствие Небесное нельзя ни увидеть, ни объять разумом, а притча делает эти идеи, принципиально лишённые зрительного и осязательного образа, «видимыми и ощутимыми». В притче происходит постепенное развоплощение земных реалий в сторону духовной абстракции. В евангельской притче толкование — часть неотъемлемая, в отличие от последующих эпох.